# Šilheřovice
Šilheřovice är en ort i Tjeckien. Den ligger i den östra delen av landet, 280 km öster om huvudstaden Prag. Šilheřovice ligger 220 meter över havet och antalet invånare är 1 534.
Terrängen runt Šilheřovice är platt. Runt Šilheřovice är det tätbefolkat, med 881 invånare per kvadratkilometer. Närmaste större samhälle är Ostrava, 10,2 km söder om Šilheřovice. Runt Šilheřovice är det i huvudsak tätbebyggt.